# Anthelia

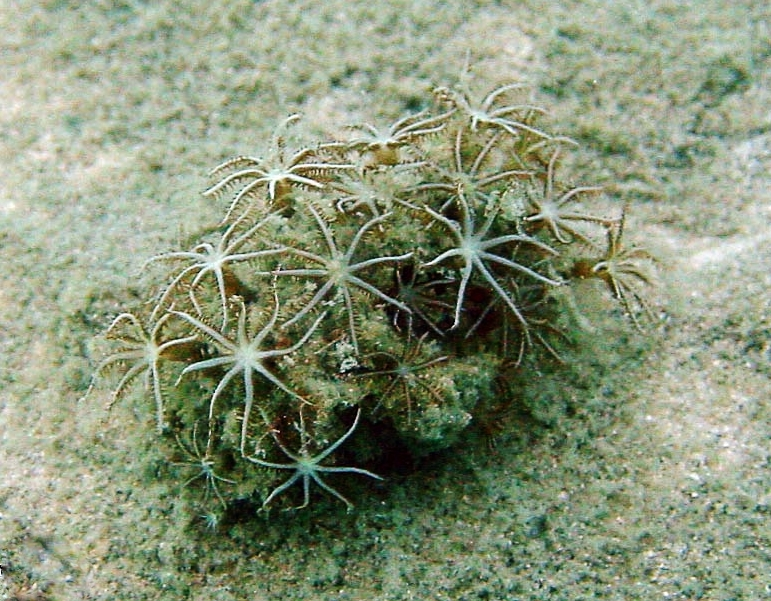
Anthelia sp. en Koh Phangan, Tailandia

Anthelia es un género de corales de la familia Xeniidae, orden Alcyonacea, subclase Octocorallia.
Pertenece a los llamados corales blandos, así denominados porque, al contrario de los corales duros del orden Scleractinia, no generan un esqueleto de carbonato cálcico, por lo que no son generadores de arrecife.

## Especies
El Registro Mundial de Especies Marinas reconoce las siguientes especies en éste género:
- Anthelia elongata. Roxas, 1933
- Anthelia fallax. Broch, 1912
- Anthelia fishelsoni. Verseveldt, 1969
- Anthelia glauca. Lamarck, 1816
- Anthelia gracilis. (May, 1898)
- Anthelia hicksoni. Gohar, 1940
- Anthelia japonica. Kükenthal, 1906
- Anthelia mahenensis. Janes, 2008
- Anthelia rosea. Hickson, 1930
- Anthelia simplex. Thomson & Dean, 1931
- Anthelia strumosa. Ehrenberg, 1834
- Anthelia ternatana. (Schenk, 1896)
- Anthelia tosana. Utinomi, 1958

## Morfología
Los pólipos se unen por estolones basales. Tiene cálices altos. Son pinnaculados, con prolongaciones que salen perpendiculares a cada uno de sus 8 tentáculos, y le dan un aspecto de pluma, con pináculos. No son retráctiles, esta característica es clave para diferenciar al género del parecido género Clavularia, con pólipos similares y tentáculos pinnaculados (algo más pequeños) pero contráctiles. En ocasiones, pueden pulsar sus tentáculos, como sus parientes del género Xenia, aunque es mucho menos frecuente en las especies de Anthelia.
Los pólipos son grandes, en comparación con otros similares, y pueden alcanzar los 13 cm.
El color es marrón, beige, marfil, y en algunas especies azul o gris.

## Hábitat y distribución
Crecen en las zonas protegidas de los arrecifes, lejos de corrientes mareales, en aguas tranquilas y ricas en nutrientes.
Profundidad: Generalmente entre 8 y 22 m.
Distribución: Indo-Pacífico tropical, desde África oriental, mar Rojo, Madagascar, Indonesia, Papúa Nueva Guinea, Taiwán, Corea y Australia.

## Alimentación
Los pólipos contienen algas simbióticas llamadas zooxantelas. Las algas realizan la fotosíntesis produciendo oxígeno y azúcares, que son aprovechados por los pólipos, y se alimentan de los catabolitos del coral, especialmente fósforo y nitrógeno. Esto les proporciona del 70 al 95% de sus necesidades alimenticias. El resto lo obtienen atrapando plancton y materia orgánica disuelta del agua.

## Reproducción
Alta tasa de reproducción por estolones. La liberación de gametos tiene lugar entre 22 y 24 días tras la luna llena de noviembre.

## Mantenimiento
Son de los corales que suscitan opiniones encontradas, en cuanto a su facilidad de mantenimiento en cautividad. En especial, las especies de Xenia, cuyo éxito en cautividad se desconoce a que condiciones responde. Tanto la iluminación, como la corriente, deben ser moderadas.
Aparte de la adición de oligoelementos, es conveniente aditar yodo, como para toda la familia Xeniidae.